# Groupe hospitalier du Havre
Pour les articles homonymes, voir GHH.
Le Groupe hospitalier du Havre (GHH) est un hôpital situé au Havre.
Cet établissement de santé est hôpital support du groupement hospitalier de territoire (GHT) de l’Estuaire de la Seine. 
Il est en direction commune avec le centre hospitalier de la Risle à Pont-Audemer et l’EHPAD de Beuzeville depuis janvier 2015. Il coopère avec le centre hospitalier universitaire de Rouen (CHU de Rouen).

## Sites du Groupe hospitalier du Havre
Il regroupe 8 établissements situés au Havre et à Montivilliers.
- Hôpital Jacques Monod (787 places)
  - Site le plus important du GHH, il regroupe un grand nombre de services de soins en médecine, chirurgie et obstétrique. Les services logistiques (restauration, blanchisserie, magasin), la plus grande part des services techniques et administratifs se trouvent sur le site Monod.
- L'hôpital Pierre Janet compte plusieurs pavillons d'hospitalisation en santé mentale. Il constitue, avec plusieurs structures extra hospitalières en psychiatrie (CMP, CATTP) le pôle de psychiatrie du GHH.
- Hôpital Flaubert (123 places)
- Hôpital de jour Les Jardins de Charcot (20 places)
- Hôpital de Jour Raoul Dufy (20 places)
- Maison de l'Adolescent
- Institut de Formations paramédicales Mary Thieullent
- Résidence les Terrasses de Flaubert (USLD)  (154 places)